# 晏陽初
晏阳初（1890年10月26日—1990年1月17日），原名兴复，字阳初，小名云霖，中学时代曾用名遇春（1921年前后恢复原名），四川巴中人，中国平民教育家和乡村建设家。是近代中国平民教育的先驱。

## 生平
据《晏氏族谱》记载：“兴复，生于光绪十六年庚寅九月十七酉时”，即1890年10月26日。但据晏阳初《九十自述》中说：“我一向认为，生于西历1893年10月26日”。父亲晏乐全，字美堂，在当地设立私塾教学，并且懂得中医学，被乡人称为“儒医”。母亲吴太夫人，育有四男三女，晏阳初是最小的孩子。1895年，晏阳初到父亲开设的塾馆念书，接受启蒙教育。由于晏阳读书初勤奋刻苦，有志向上，父亲给他赐字“阳初”，意思是旭日之初。
1903年，十三岁时，晏阳初进入内地会传教士开办的天道学堂读书，当时的校长是英国传教士姚明哲牧師（Rev William II Aldis），1906年，毕业後经校长推荐到成都华美高等学校学习。1910年，因对华美校风的不满而退学，在成都一中学任英语教师。1911年，结识了英国青年传教士史文轩（James R. Stewart），协助他创办辅仁学社。9月，因保路运动爆发而返回巴中，在巴中中学担任英语教师。1912年夏，晏阳初返回成都继续在辅仁学社工作，同年年底他接受史文轩的建议，赴香港深造。
1913年，他顺利考取香港圣保罗书院，并获得该校英王爱德华七世奖学金，但他拒绝改变国籍而放弃了奖学金。1916年，第一次世界大战中，史文轩在法国战场罹难，晏阳初用James作为自己的英文名以纪念这位好友。同年他入耶鲁大学攻读政治学与经济学，后获学士学位。晏阳初自耶鲁大学毕业后，恰逢欧战正酣，1917年，中国政府便已向德国宣战，约有二十万华工踏上欧洲战场，1918年，毕业后的晏阳初赴法国，任北美基督教青年会战地服务干事，为欧洲战场的华工提供志愿服务。当时他的主要工作是代人写信，工作过程中晏阳初萌生了教授华工识字的念头，他尝试着从复杂的中国文字中选中一千个常用字用来教华工识字，后来创办了历史上第一份中文劳工报纸《中华劳工周报》。数月后，一名华工寄给晏阳初一封书信，对他表示感谢，并捐出了三年来在法国战场上积攒的三百六十五法郎，这使得晏阳初倍受感动。1920年，晏阳初在普林斯顿大学研究院获硕士学位，七月因母亲重病而决定中止攻读博士学位的计划，提前回国。
1920年，晏阳初回到中国，在上海基督教青年会全国协会智育部主持平民教育工作，期间编制刊行了《平民千字科》等教材。1922年，晏阳初发起全国识字运动，号召“除文盲、做新民”。3月，他转到湖南长沙组织平民教育讨论会，并在长沙推行他的《全城平民教育运动计划》，他将长沙分为52个单位，发动400名小学教师以游行、散发传单等方式宣传平民教育。不久他筹资组建了200所平民学校，先后招生2500余人，在长沙实验的全国识字运动是晏阳初平民教育理论的第一次大规模实验，取得了重大的影响，青年毛泽东就曾经作为义务教员参与过晏阳初在长沙的平民教育运动
1923年，在长沙获得成功的晏阳初来到北京，在张伯荃、蒋梦麟、陶行知以及时任北洋政府总理的熊希龄的夫人朱其慧等社会名流的支持下于3月26日组织成立中华平民教育促进会，任总干事。平教会成立后先后在华北、华中、华东、华西、华南等地开展义务扫盲活动。随着平民教育运动的开展，晏阳初逐渐认识到中国的平民教育重点在农民的教育，平教会设立了乡村教育部，经历了两年的实地调查，平教会选择河北定县作为平民教育的实验试点。1926年，晏阳初与志同道合的一批知识分子来到定县翟城村，推行他的乡村教育计划，1929年，平教会总会迁往定县，全力以赴地在这里开展乡村教育的实践。晏阳初认为中国农民问题的核心是“愚贫弱私”四大病，提出以“学校式、社会式、家庭式”三大方式结合并举，“以文艺教育攻愚，以生计教育治穷，以卫生教育扶弱，以公民教育克私”四大教育连环并进的农村改造方案。晏阳初在河北定县推行的各项平民教育活动都从农民的切身需求出发，着眼于小处：为减少通过饮用水传染的疾病，平教会指导农民修建井盖与围圈，适时消毒灭菌；训练公立师范学生与平民学校学生进行免疫接种；训练助产士代替旧式产婆，向旧式产婆普及医学常识；建立各区保健所，培训合格医生；从平民学校毕业生中培训各村诊所的护士与公共卫生护士；为村民引入优良棉花和蛋鸡品种；组织成立平民学校同学会，建立村民自治组织；改组县乡议会，改造县乡政府。
1930年代初，晏阳初在定县的乡村教育实践得到国民政府民政部次长的肯定，并决定将晏阳初的经验向全国推广，设立了乡村建设育才院，在中国各省划出一个县进行乡村教育试点，期间先后成立了定县实验县、衡山实验县、新都实验县和华西试验区等乡村教育实验区。1940年，乡村教育育才院改名为乡村建设学院，晏阳初任院长。
1936年，日本对华北的侵略步伐步步逼近，晏阳初和平教总会在战争威胁下离开定县，向南撤退。1937年，晏阳初接到湖南省政府主席何键的邀请，希望他协助动员三千万普通民众参与抗日，在任上晏阳初撤销了将近三分之二的县级官员，招募了近五千名学者和科学家参与政府工作。这是中国历史上最大规模的一次基层政治改造试验。
1945年，抗日战争结束后，晏阳初曾试图游说蒋介石为乡村教育投入更多资源，但是由于国共内战的因素而遭到蒋的拒绝，在蒋介石处碰壁的晏阳初转而寻求美国的支持，他游说杜鲁门总统和美国国会议员为中国乡村教育运动提供资助，最终美国国会通过了一条名为“晏阳初条款”的法案，法案规定须将“四亿二千万对华经援总额中须拨付不少于百分之五、不多于百分之十的额度，用于中国农村的建设与复兴”。
1949年，中国共产党内战中取得壓倒性胜利，重庆军管会将平教会解散，有中共控制的媒体将晏阳初称为“美帝国主义者的走狗”，将平教会称为“反动组织”。晏阳初离开大陆后，辗转到了台湾。晏阳初离开中国大陆后不久即离台赴美，在美国他协助南美、非洲和东南亚的发展中国家推进平民教育运动。
1956年，在晏阳初的帮助下菲律宾建立了国际乡村改造学院，并实现了真正的民选议会。国际乡村改造学院运行至今，专门向第三世界国家推广晏阳初的平民教育思想，协助第三世界国家培训平民教育教师。
在晏阳初的晚年，经时任全国人大常委会副委员长周谷城的邀请，他重新获得机会回到中国大陆，于1985年获准访问河北定县，会见了一些亲戚、同仁和校友，并受到了当时全国政协主席邓颖超的接见。1987年，他再次回国访问。1990年1月17日，晏阳初病逝于美国。
1993年，晏阳初的长女晏群英遵照遗嘱将他的一部分骨灰送回巴中安葬。1997年，晏阳初的陵墓在巴中东郊的塔子山建成。

## 家庭
1917年，晏阳初在当选耶鲁华人协会会长期间，結識了纽约华人牧师许芹的女儿许雅丽。许雅丽於1920年来到上海，在女子体育师范任教。1921年9月23日，晏阳初与许雅丽结为伉俪。1980年8月8日，许雅丽突发心脏病医治无效逝世。

## 贡献与影响
晏阳初自1920年代开始致力于平民教育七十餘年，与陶行知先生并称“南陶北晏”。他1920年代－1930年代在河北定县的平民教育实践为定县乃至河北留下了大量有形和无形的财产，据1980年代的统计，定州（即定县）是河北省内唯一一个无文盲县；当年晏阳初引入的良种棉花、苹果、白杨等作物引入和培育的良种鸡等仍然广受当地农民的欢迎；另外1970年代中华人民共和国在中国大陆农村普遍推行的“赤脚医生”以及相关的培养计划，皆承袭自晏阳初在定县的实验内容，1990年代后期在中国大陆部分农村推行的村官直选等政治体制改革的试点，也无不是在重复当年的定县经验。
1949年中华民国政府迁台后，在农村建设方面大量借鉴晏阳初的定县经验，农村的进步成为日后台湾经济腾飞的重要基础。
晏阳初移民美国后，致力于向世界推广他的乡村教育理念，并担任联合国教科文组织的顾问。在他的协助下，菲律宾、加纳、哥伦比亚等欠发达国家纷纷推行类似计划。
晏阳初因其对社会底层的关心以及身体力行地深入农村开展乡村教育的行动受到广泛的尊敬，获得很多荣誉，但是在晏阳初的故乡，由于意识形态等原因，在相当长时间内人们对晏阳初的贡献几乎一无所知。晏阳初的平民教育理念注重教育，提倡逐步改良，这与中国共产党在农村推进的暴风骤雨式的暴力革命相抵触，加之晏阳初身为基督徒，与提倡无神论的共产党在意识形态上格格不入，因而在中国大陆，相当长的一段历史时期内，官方垄断的文化机构和传媒在宣传中特意回避、淡化晏阳初、陶行知、梁漱溟等人进行的平民教育运动，而突出中国共产党领导下的一系列农民运动和土地改革成果，包括毛泽东主办的广州农民运动讲习所、湖南农民运动等大革命时期农民运动的成果，第一次国共内战时期打土豪、分田地，抗日战争时期推行的二五减租，以及1940年代中后期开始推行的中国农村土地改革。
直到1970年代末改革开放之后，中华人民共和国政府在意识形态领域的态度逐渐松动，中国大陆的人们才开始逐渐重新了解认识晏阳初和他的平民教育理论的价值，一些从事农村问题研究的社会学者如温铁军等甚至将晏阳初在中国大陆中断的乡村教育运动继续下去，成立了晏阳初平民教育与乡村建设委员会、晏阳初乡村建设学院、晏阳初研究会等非政府组织。总体而言，中国大陆的学术界和民间正在逐步重新认识晏阳初和他的教育理念。
现在河北定州市仍有以晏阳初命名的定州市晏阳初中学以及晏阳初旧居。
现重慶市北碚區也有以晏阳初命名的晏阳初中学以及紀念抗戰時期的晏阳初故居。
但是，需要注意的是，中国大陆一些学者对晏阳初的宣传严重夸大了晏阳初的贡献和影响。这些夸大包括：晏阳初在1943年和爱因斯坦等人一起被评选为“现代世界最具革命性贡献的十大伟人”、晏阳初被誉为“世界平民教育运动之父”、1955年晏阳初被《展望》杂志评为“当代世界一百位最主要人物”，晏阳初得到里根总统的高度评价等等。这些夸大不仅被拍成了电影、电视剧，甚至被写进了中国大陆教育史的大学课本里面。

## 主要论著
- 《平民教育概论》（1928年）
- 《农村运动的使命》（1935年）
- 《十年来的中国》（1937年）
- 《九十自述》（晏阳初口述，李又宁著，未完成）

## 腳註
1. ↑  晏鸿国（2018年）
2. ↑  Hayford（1990年）
3. ↑  一些毛泽东研究者认为，毛正是受到晏阳初思想的影响才觉悟要以简单、务实和经济的方式真正地打到民间中去。